# کارلوس روتمان
کارلوس روتمان (اسپانیایی: Carlos Reutemann‎؛ زادهٔ ۱۲ آوریل ۱۹۴۲) اتومبیل‌ران فرمول ۱، راننده رالی و سیاست‌مدار اهل آرژانتین است. وی دو بار در مسابقات رالی قهرمانی جهان شرکت کرده و یک بار برنده مرحله‌ای شده است.